# Ribes sericeum
Ribes sericeum är en ripsväxtart som beskrevs av Alice Eastwood. Ribes sericeum ingår i släktet ripsar, och familjen ripsväxter. Inga underarter finns listade i Catalogue of Life.

## Bildgalleri

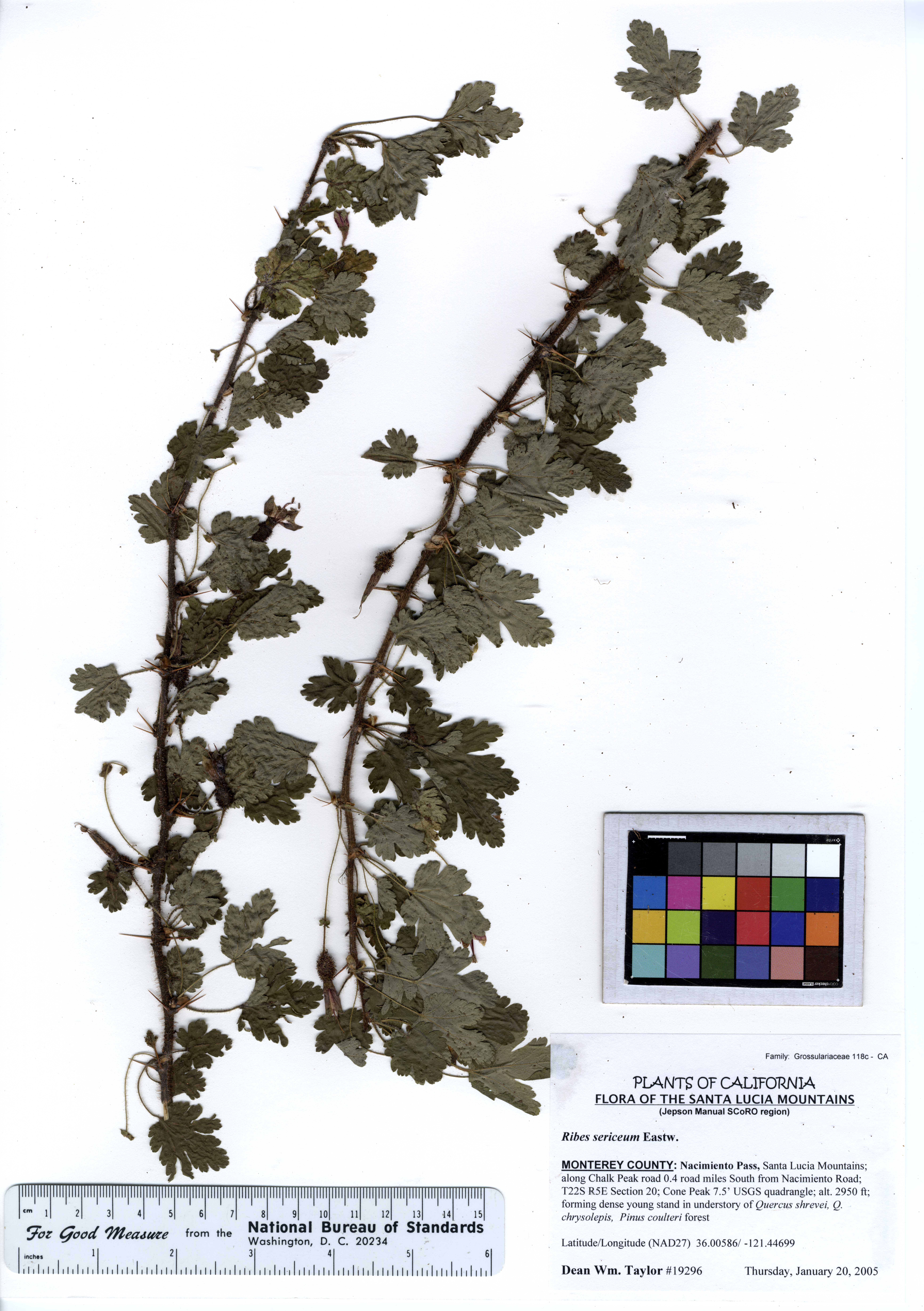
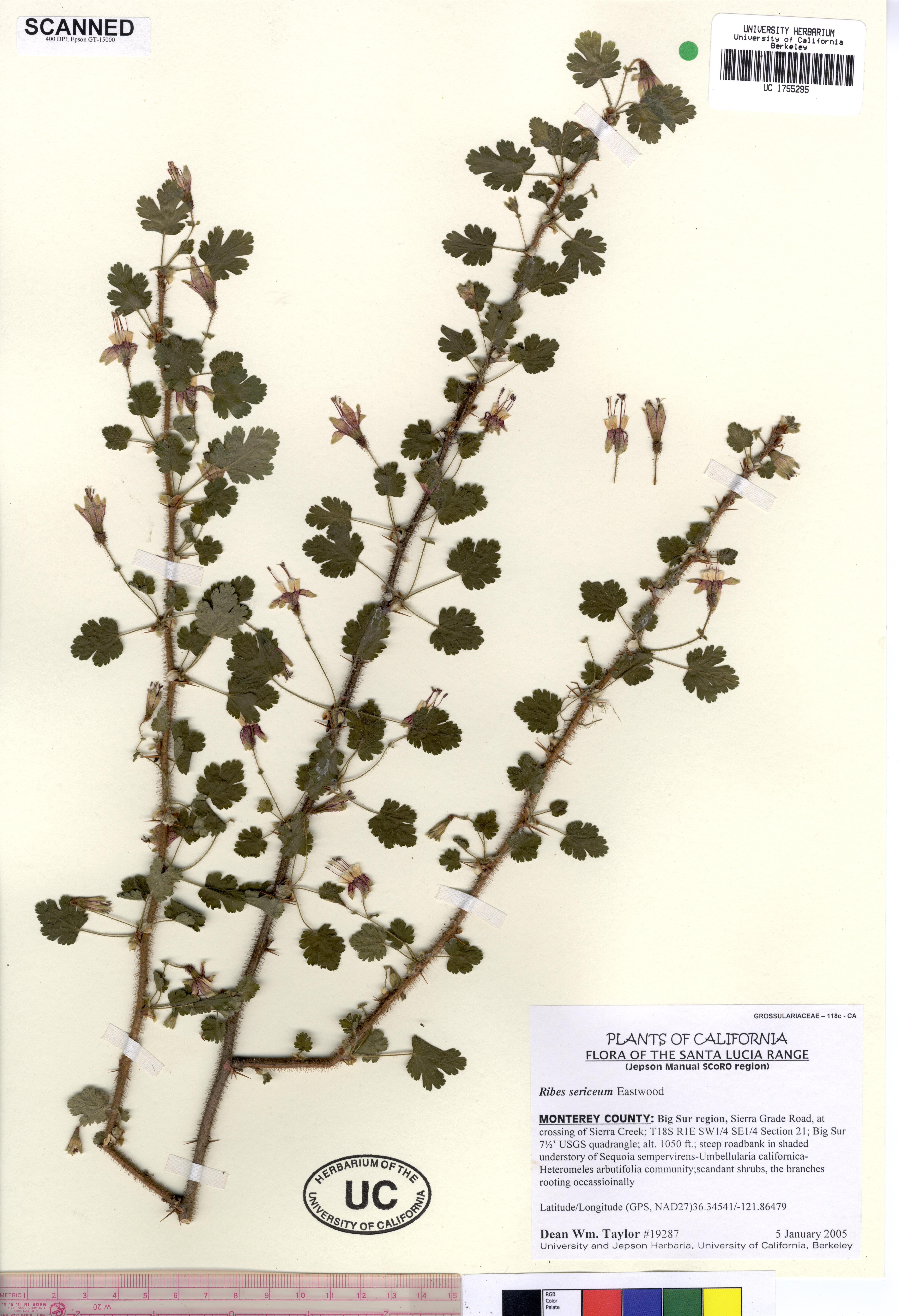